# جون إس. بلو
جون إس. بلو (بالإنجليزية: John S. Blue)‏ هو ضابط أمريكي، ولد في 29 أغسطس 1902 في نيويورك في الولايات المتحدة، وتوفي في 13 نوفمبر 1942 في جوادالكانال في جزر سليمان بسبب معركة.